# Quintus Marcius Philippus (konsul 186 f.Kr.)
Quintus Marcius Philippus, född omkring 229 f.Kr., död efter 164 f.Kr., var en romersk politiker.
Philippus var konsul 186 och 169 f.Kr. samt censor från 164 f.Kr.. Han ledde undersökningen angående backanalerna och användes senare att ordna Greklands angelägenheter samt kämpade mot kung Perseus i Makedonien. 